# Igor Matovič
Igor Matovič, (Trnava, 11. svibnja 1973.) slovački političar i odvjetnik. 
Od 2020. godine obnaša funkciju premijera Slovačke republike.